# Monti Hauberg
I monti Hauberg sono un gruppo montuoso situato nella Terra di Palmer, in Antartide, e in particolare sulle coste di Zumberge e di Orville. Esteso per circa 40 km in direzione nord-sud e per circa 65 km in direzione est-ovest, questo gruppo montuoso è situato circa 56 km a sud dei monti Sweeney e meno di 10  a ovest dei colli Peterson, da cui lo divide il ghiacciaio Spear, e raggiunge una quota massima di 1327 m s.l.m. in corrispondenza della vetta del picco Novocin, poco a ovest del ghiacciaio Srite.

## Storia
I monti Hauberg sono stati scoperti e fotografati per la prima volta durante una ricognizione aerea svolta nel corso della spedizione antartica comandata da Finn Rønne e condotta tra il 1947 e il 1948, e così battezzati dallo stesso Rønne in onore di John Hauberg, uno dei finanziatori della spedizione.